# Вејн (Охајо)
Вејн (енгл. Wayne) град је у америчкој савезној држави Охајо.

## Демографија
По попису из 2010. године број становника је 887, што је 45 (5,3%) становника више него 2000. године.
| Група             | 2000.       | 2010.       |
| Белци             | 790 (93,8%) | 820 (92,4%) |
| Афроамериканци    | 3 (0,4%)    | 2 (0,2%)    |
| Азијати           | 1 (0,1%)    | 0 (0,0%)    |
| Хиспаноамериканци | 30 (3,6%)   | 53 (6,0%)   |
| Укупно            | 842         | 887         |